# Nikki Hahn
Sofia Nicole Hahn, née le 13 novembre 2002 à San Antonio, est une actrice et chanteuse américaine. Elle est principalement connue pour son rôle d'Emily Cooper dans Babysitting Night en 2016.

## Biographie
Nikki Hahn naît le née le 13 novembre 2002. Elle commence sa carrière en tant que mannequin enfant à l'âge de 3 ans.
En 2009, elle apparait dans Les Experts : Miami dans le rôle de Maggie Rush, une petite fille dont la mère essayait de récupérer la garde, et dans NCIS : Los Angeles dans le rôle d'Elly Johnson, une jeune fille dont l'oncle était suspect dans une enquête sur un meurtre. En 2010, Hahn joue un petit rôle dans iCarly et Esprits criminels. Elle est également vue dans The Closer dans le rôle de Cody Tatem, une jeune fille dont la mère, une toxicomane, s'est probablement suicidée.
En 2011, elle joue le rôle de Sophie, la fille de Tom Hanks, une jeune participante à un concours de beauté qui apparaît dans l'émission Toddlers & Tiaras, dans un sketch comique pour Jimmy Kimmel Live! ,, ainsi que dans un autre sketch comique où elle joue l'amie d'enfance de Topher Grace dans une publicité pour Pie Face. À l'été 2011, Hahn joue le rôle de Maria Valseca face à Teri Polo et Esai Morales dans le film We Have Your Husband, basé sur le livre We Have Your Husband: One Woman's Terrifying Story of a Kidnapping in Mexico, de Jayne Garcia Valseca et Mark Ebner. Hahn est également apparue dans La Vie secrète de Dorks.
En janvier 2012, Hahn joue dans Jessie de Disney et dans le téléfilm Les Sorciers de Waverly Place. Elle est  également à l'affiche dans deux films Hallmark : Matchmaker Santa, aux côtés de Lacey Chabert ; et Second Chances, avec Alison Sweeney et Benjamin Stockham. Au cours de cette année, Hahn apparait dans une publicité pour State Farm Insurance.
Elle joue le rôle principal dans la Saison 2 d'American Horror Story. Hahn apparait aussi dans la quatrième saison de Pretty Little Liars et la première saison de The Fosters.
En 2016, elle joue le rôle d'Emily dans le film de Disney Channel Babysitting Night aux côtés de Sabrina Carpenter et Sofia Carson,. Elle apparait également dans le film d'horreur The Remains.
En 2018, elle obtient un rôle récurrent dans la deuxième saison d'American Housewife.
Elle sort son premier single, In My Head, en avril 2020 puis, en août, son deuxième Obvious,.
 

## Filmographie

### Cinéma
| Année | Titre                     | Rôle             | Notes         |
| ----- | ------------------------- | ---------------- | ------------- |
| 2013  | The Secret Lives of Dorks | Gale Sara Ralph  | Film          |
| 2014  | Riding 79                 | Sunny            | Film          |
| 2015  | Venom Therapy             | Greta Kiku Arata | Court métrage |
| 2016  | The Remains               | Elena Tolwood    | Film          |
| 2017  | Scales: Mermaids Are Real | Crystal          | Film          |

### Télévision
| Année     | Titre                                        | Rôle                     | Notes                                         |
| --------- | -------------------------------------------- | ------------------------ | --------------------------------------------- |
| 2009      | Les Experts : Miami                          | Maggie Rush              | Épisode : Collateral Damage                   |
| 2009      | NCIS : Los Angeles                           | Elly Johnson             | Épisode : Brimstone                           |
| 2010      | The Closer : L.A. enquêtes prioritaires      | Cody Tatem               | Épisode : In Custody                          |
| 2010      | Esprits criminels                            | Abby Sanderson           | Épisode : 25 to Life                          |
| 2011      | Wilfred                                      | Petite fille             | Épisode : Acceptance                          |
| 2011      | We Have Your Husband                         | Maria Valseca            | Téléfilm                                      |
| 2012      | Childrens Hospital                           | Carrie                   | Épisode : The Return of the Young Billionaire |
| 2012      | Jessie                                       | Lindsay                  | Épisode : Beauty and The Beasts               |
| 2012      | Matchmaker Santa                             | La jeune Melanie         | Téléfilm (Hallmark)                           |
| 2012      | American Horror Story: Asylum                | Jenny Reynolds           | Épisode : The Origins of Monstrosity          |
| 2013      | Wizards of Waverly Place: Alex vs. Alex (en) | Bianca Russo             | Téléfilm (Disney)                             |
| 2013      | Hart of Dixie                                | Loretta June             | Television series                             |
| 2013      | Pretty Little Liars                          | Petite fille #2          | Épisode : 'A' Is for A-l-i-v-e                |
| 2013      | Second Chances                               | Maddie                   | Téléfilm (Hallmark)                           |
| 2014      | The Fosters                                  | Callie à l'âge de 10 ans | Épisode : Padre                               |
| 2014      | The Night Shift                              | Kylie                    | Épisode : Hog Wild                            |
| 2016      | Babysitting Night                            | Emily Cooper             | Téléfilm Disney Channel Original Movie        |
| 2017      | Genius                                       | Jeune Mileva Marić       | Épisode : Chapitre deux (Einstein)            |
| 2018–2019 | American Housewife                           | Gina Tuscadero           | rôle récurrent (8 Épisodes)                   |
| 2021      | Magnum                                       | Amanda Davis             | Épisode : Those We Leave Behind               |
| 2024      | Hysteria!                                    | Faith                    |                                               |